# رفیق
رفیق در تعریف مرسوم، به معنای «همراه»، «دوست» و «یار» است.
لفظ رفیق برای افراد بسیار نزدیک به شخص ( به جز افراد خانواده، مثل همکلاسی، دوست های عادی و... که فرا تر از مرز دوستی قرار گرفتند(بهترین دوست، که معمولا یک نفر می باشد)) بکار میرود، در زندگی روزمره این لفظ به اشتباه برای افراد عادی و حتی غریبه استفاده می‌شود.
رفیق به معنای همراه و یار است اما در درجه ای بالاتر، روابط بین دو شخص به قدری محکم و استوار است که از یکدیگر به عنوان همراه همیشگی یاد میکنند.
همچنین، بسیاری از گروه‌های چپ‌گرا و کمونیستی در قرن بیستم و امروزه برای یاد کردن از هم‌فکران سیاسی خود از این اصطلاح استفاده می‌کنند و یکی از معانی این کلمه صدا زدن یا یاد کردن افراد در بین کمونیست ها است.